# دكسيبوس
دكسيبوس (القرن الرابع ميلادي) فيلسوف كتب باليونانية، من المدرسة الافلاطونية المحدثة. له شرح على مقولات أرسطو.

## وصلات خارجية
1. ↑  "Dictionnaire des philosophes antiques III". Dictionnaire des philosophes antiques (بالفرنسية): 828. 2000. QID:Q18602251.
2. ↑  طرابيشي، جورج (2006 م). معجم الفلاسفة (ط. الثالثة). بيروت: دار الطليعة. ص. 285. مؤرشف من الأصل في 9 أكتوبر 2016. {{استشهاد بكتاب}}: تحقق من التاريخ في: |سنة= (مساعدة)